# Plácido
Plácido är en spansk komedifilm från 1961 i regi av Luis García Berlanga, med Cassen, José Luis López Vázquez, Elvira Quintillá, Amelia de la Torre, Julia Caba Alba och Amparo Soler Leal i huvudrollerna. Den utspelar sig kring jul i en spansk småstad, där en grupp damer har lanserat en kampanj för att stadens rika ska bjuda en fattig person till sin julmiddag, och en man som anlitats till en julparad har problem med att skaffa pengar till avbetalningen på sin bil.
Filmen tävlade vid filmfestivalen i Cannes 1962. Den blev nominerad till Oscar för bästa icke-engelskspråkiga film vid Oscarsgalan 1962.